# Nossa Senhora do Pópulo, Coto e São Gregório
Nossa Senhora do Pópulo, Coto e São Gregório (oficialmente: União das Freguesias de Caldas da Rainha - Nossa Senhora do Pópulo, Coto e São Gregório) é uma freguesia portuguesa do município de Caldas da Rainha, com 31,69 km² de área e 18540 habitantes (censo de 2021). A sua densidade populacional é 585 hab./km².

## História
Foi criada aquando da reorganização administrativa de 2012/2013, resultando da agregação das antigas freguesias de Nossa Senhora do Pópulo, Coto e São Gregório, com uma pequena alteração dos limites territoriais com vista a permitir a continuidade territorial da nova freguesia. Tem sede em Nossa Senhora do Pópulo.

## Demografia
A população registada nos censos foi:
| Distribuição da População por Grupos Etários | Distribuição da População por Grupos Etários | Distribuição da População por Grupos Etários | Distribuição da População por Grupos Etários | Distribuição da População por Grupos Etários | Distribuição da População por Grupos Etários |
| -------------------------------------------- | -------------------------------------------- | -------------------------------------------- | -------------------------------------------- | -------------------------------------------- | -------------------------------------------- |
| Antes da agregação                           |                                              |                                              |                                              |                                              |                                              |
| Ano                                          | 0-14 anos                                    | 15-24 anos                                   | 25-64 anos                                   | >= 65 anos                                   | Total                                        |
| 2001                                         | 2487                                         | 2138                                         | 8819                                         | 3051                                         | 16495                                        |
| 2011                                         | 2621                                         | 2038                                         | 9915                                         | 3839                                         | 18413                                        |
| Após a agregação                             |                                              |                                              |                                              |                                              |                                              |
| Ano                                          | 0-14 anos                                    | 15-24 anos                                   | 25-64 anos                                   | >= 65 anos                                   | Total                                        |
| 2021                                         | 2297                                         | 2005                                         | 9658                                         | 4580                                         | 18540                                        |